# Sofifi

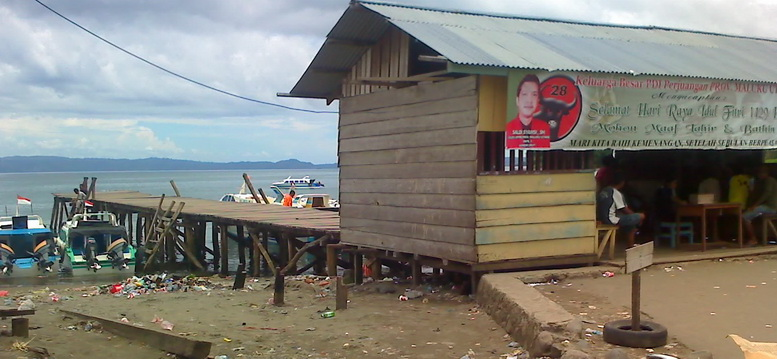
Embarcadère à Sofifi

Sofifi est une localité dans l'île indonésienne de Halmahera. Depuis 2010, elle est la capitale de la province des Moluques du Nord, remplaçant Ternate.